# 45518 Larrykrozel
45518 Larrykrozel è un asteroide della fascia principale. Scoperto nel 2000, presenta un'orbita caratterizzata da un semiasse maggiore pari a 2,9934912 au e da un'eccentricità di 0,0333822, inclinata di 3,18300° rispetto all'eclittica.
L'asteroide è dedicato all'astronoma amatoriale statunitense Larry Krozel.